# Agua Dulce (condado de Nueces, Texas)
Agua Dulce es una ciudad ubicada en el condado de Nueces en el estado estadounidense de Texas. En el Censo de 2010 tenía una población de 812 habitantes y una densidad poblacional de 919,4 personas por km².

## Geografía
Agua Dulce se encuentra ubicada en las coordenadas 27°46′58″N 97°54′36″O / 27.78278, -97.91000. Según la Oficina del Censo de los Estados Unidos, Agua Dulce tiene una superficie total de 0.88 km², de la cual 0.88 km² corresponden a tierra firme y (0%) 0 km² es agua.

## Demografía
Según el censo de 2010, había 812 personas residiendo en Agua Dulce. La densidad de población era de 919,4 hab./km². De los 812 habitantes, Agua Dulce estaba compuesto por el 84.24% blancos, el 1.48% eran afroamericanos, el 0.12% eran amerindios, el 0.62% eran asiáticos, el 0% eran isleños del Pacífico, el 11.58% eran de otras razas y el 1.97% pertenecían a dos o más razas. Del total de la población el 74.88% eran hispanos o latinos de cualquier raza.